# Geikieplateau
Het Geikieplateau is een uitgestrekt ijsplateau in de gemeente Sermersooq in het oosten van Groenland. Het plateau wordt aan de noordzijde begrensd door het Gåsefjord, aan de noordoostzijde door de Scoresby Sund en de Hall Bredning, en aan de zuidoostzijde door de Noordelijke IJszee. Aan de overzijde van de Scoresby Sund liggen Jamesonland en Liverpoolland, beide onderdeel van Scoresbyland.
Het plateau is vernoemd naar Archibald Geikie.

## Gletsjers
Aan de noordzijde monden onder andere de Gåsegletsjer, de Kista Dangletsjer, de Magga Dangletsjer en de Sydgletsjer uit in de Gåsefjord. In het noordoosten monden er verschillende gletsjers uit in de Hall Bredning en de Scoresby Sund, waaronder (van west naar oost) de Bredegletsjer, Solgletsjer, Vestre Borggletsjer, Torvgletsjer, Milanogletsjer en de Romagletsjer.